# Киро Бурназовски
Киро Тодоров Бурназовски с псевдоним Мумурузница е югославски патризанин, участник в комунистическата съпротива във Вардарска Македония.

## Биография
Роден е на 21 януари 1907 година в град Куманово. През 1922 година завършва два класа на гимназия. След това започва да изучава обработката на метали. От 1925 година е секретар на Синдикалния клон на железарите, а от следващата година и на СКМЮ. От 1929 година е секретар на Покрайненския комитет на СКМЮ за Македония. През януари 1930 година е арестуван, съден в Белград и получава присъда от шест години затвор. Излежава присъдата си в Сремска Митровица. През 1936 година е освободен, а от следващата година работи в Скопие при Папа Теодосий. През януари 1941 година отново е арестуван и интерниран в лагера Междуречие. Влиза в Карадачкия отряд на 12 октомври, а умира на 14 октомври, когато отрядът е разбит в сражение с български военни части и полиция при село Белановце.